# Slovenska vas, Šentrupert
Slovenska vas je naselje v Občini Šentrupert. Na območju vasi stoji Zavod za prestajanje kazni zapora Dob pri Mirni.